# Екимово (Курганская область)
Екимово — деревня в Белозерском районе Курганской области. Входит в состав Речкинского сельсовета.

## История
До 1917 года входила в состав Усть-Суерской волости Курганского уезда Тобольской губернии. По данным на 1926 год состояла из 111 хозяйств. В административном отношении входила в состав Памятнинского сельсовета Белозерского района Курганского округа Уральской области.

## Население
| 1782 | 1912 | 1926 | 1989 | 2002 | 2010 |
| ---- | ---- | ---- | ---- | ---- | ---- |
| 159  | ↗532 | ↗570 | ↘272 | ↘234 | ↘184 |

По данным переписи 1926 года в деревне проживало 570 человек (247 мужчин и 323 женщины), в том числе: русские составляли 99 % населения.